# Вестрингия кустарниковая
Вестри́нгия куста́рниковая (лат. Westríngia fruticósa) — вид двудольных цветковых растений, входящий в род Вестрингия (Westringia) семейства Губоцветные (Labiatae), синоним типового вида рода.

## Ботаническое описание
Вечнозелёный кустарник до 2 м высотой. Листья собраны в мутовки по 4(3—5), ланцетовидной формы, 1—3×0,3—0,5 см, цельные, часто подвёрнутые, тёмно-зелёные и гладкие или слабо волосистые сверху и покрытые белым опушением снизу. Черешок не более 1 мм длиной, также опушённый.
Цветки пазушные, в мутовках вокруг стебля, зигоморфные, до 2 см в диаметре. Прицветники 1,5—2,2 мм длиной. Чашечка пятизубчатая, покрытая белым прижатым опушением, трубка 2,9—3,5 мм длиной, зубцы 2—3,2×0,8—1,5 мм. Венчик белый, с фиолетовыми или бурыми крапинками.
Плод сухой, многогнёздный.

## Ареал
Эндемик побережья Нового Южного Уэльса от Средне-Северного Побережья до мыса Хау. Произрастает на песчаных холмах у берега.

## Значение
Декоративное растение, ценимое за узкие вечнозелёные листья. Зимостойко в зоне 9 USDA, то есть выдерживает понижения температуры до −7 °C. Используется в качестве подвоя для простантеры.

## Систематика

### Синонимы
- Cunila fruticosa Willd., 1797basionym
- Westringia rosmarinacea Andrews, 1802
- Westringia rosmariniformis Sm., 1797typus